# Ши Чжиюн (1980)
Ши Чжию́н (кит. упр. 石智勇, пиньинь Shí Zhìyǒng; род. 10 февраля 1980 года) — китайский тяжелоатлет.

## Карьера
В 1999 году с результатом 150 кг + 167.5 кг = 317.5 кг победил на юниорском чемпионате мира. На взрослом чемпионате мира 1999 года был четвёртым — 147.5 кг + 167.5 кг = 315 кг.
В 2002 году первенствовал на Кубке мира — 153 кг + 172.5 кг = 325 кг.
В 2003 году стал вице-чемпионом мира (147.5 кг + 170 кг = 317.5 кг).
В 2004 году становится олимпийским чемпионом (152.5 кг + 172.5 кг = 325.0 кг) в категории до 62 кг.
В 2005 году стал чемпионом мира (160 кг + 190 кг = 350 кг).
Серебряный призёр чемпионата мира 2006 (150 кг + 177 кг = 327 кг) и 2007 года (158 кг + 180 кг = 338 кг).
На Олимпиаде-2008 в рывке взял 152 кг, но в толчке не смог толкнуть свой начальный вес и выбыл из борьбы.